# 須山静夫
須山 静夫（すやま しずお、1925年7月22日 - 2011年7月10日）は、日本のアメリカ文学者、翻訳家、小説家。

## 概要
静岡市出身。1943年、静岡県立静岡中学校卒業。横浜工業専門学校造船科卒業後、1947年、農林省水産局漁船課に入省。1952年より、ガリオア資金による留学生としてアメリカに渡り、ミシガン大学で1年間学ぶ。ここで妻となる越川さち（後、共立女子大学教授）と知り合う。その後、明治大学文学部夜間三年に編入学し、青沼一郎の教えを受け、1954年、ハーマン・メルヴィル「モービー・デイック」論により卒論提出。明治大学大大学院に進学。越川さちと結婚、農林省水産庁退職。1956年、明治大学文学部助手。1957年、長男隆志誕生。1962年、さち入院、1年7ヶ月後死去。1966年、河辺名保子と再婚。1971年、『しかして塵は－』で第3回新潮新人賞受賞。明治大学教授に就く。1978年、『神の残した黒い穴 - 現代アメリカ南部の小説』で第1回アメリカ研究図書賞受賞。1994年、明治大学を退職、聖学院大学教授。2001年、退職。最初の妻を病気で失い、長男（名前はウィリアム・フォークナーに由来）を事故で失った苦悩を描いた自伝小説『墨染めに咲け』（2008年）を晩年に刊行した。同人誌『月水金』同人。

## 著書
- 『神の残した黒い穴 - 現代アメリカ南部の小説』（花曜社） 1978
- 『海鳴り』（近代文芸社） 1981
- 『腰に帯して、男らしくせよ』（東峰書房） 1986
- 『墨染めに咲け』（新宿書房） 2008
- 『クレバスに心せよ! :アメリカ文学、翻訳と誤読』（吉夏社） 2012
- 『地下に潺潺たる水の音を聞け』（吉夏社） 2013

## 翻訳
- 『エジソンの生涯』（マシュウ・ジョセフソン、矢野徹, 白石佑光共訳、新潮社） 1962
- 『闇の中に横たわりて』（ウィリアム・スタイロン、白水社） 1966、のち新訂版 2001
- 『八月の光』（ウィリアム・フォークナー、冨山房、フォークナー全集9） 1968、のち新装版 1978ほか。江藤淳解説
- 『黒と白 オーブリー・ビアズリーの肖像』（ブリジッド・ブローフィ、求龍堂） 1969
- 『月は沈みぬ』（スタインベック、角川文庫） 1969
- 『ロング・マーチ』（スタイロン、晶文社、今日の文学） 1969
- 『賢こい血』（フラナリー・オコナー、冨山房、現代アメリカ文学選） 1970、のち改題『賢い血』（ちくま文庫） 1999
- 『ミュージック・スクール』（ジョン・アップダイク、新潮社） 1970
- 『プアハウス・フェア』（ジョン・アップダイク、新潮文庫） 1971
- 『友だち』（ジョン・ノールズ、白水社） 1972
- 『マッケルヴァ家の娘』（ユードラ・ウェルティ、新潮社） 1974
- 『されど我らいまだ救われず』（キャロル・ヒル、河出書房新社） 1974
- 『オコナー短編集』（フラナリー・オコナー、新潮文庫） 1974
- 『危機の作家たち フォークナー、トマス・ウルフ、スタインベック論』（マックスウェル・ガイスマー、石一郎共訳、南雲堂） 1975
- 『マーク・トウェイン 動物園』（マックスウェル・ガイスマー編、ジャン＝クロード・スワレス絵、晶文社） 1980
- 『死に憑かれた八人の女 小説集2』（テネシー・ウィリアムズ、白水社） 1981
- 『ブルーについての哲学的考察』（ウィリアム・H・ギャス、大崎ふみ子共訳、論創社） 1995
- 『クラレル 聖地における詩と巡礼』（ハーマン・メルヴィル、南雲堂） 1999、のち改訂版 2006

## 関連書籍
- 松本昇・大崎ふみ子・行方均・高橋明子編『神の残した黒い穴を見つめて　須山静夫先生追悼論集』（音羽書房鶴見書店、2013）
- 尾崎俊介『S先生のこと』（新宿書房、2013）、同年日本エッセイスト・クラブ賞。

著者はアメリカ文学者で、学生時に非常勤講師で出会い師と仰いた須山との交流の思い出を綴った。